# Kolonia Jubileuszowa w Ostrawie

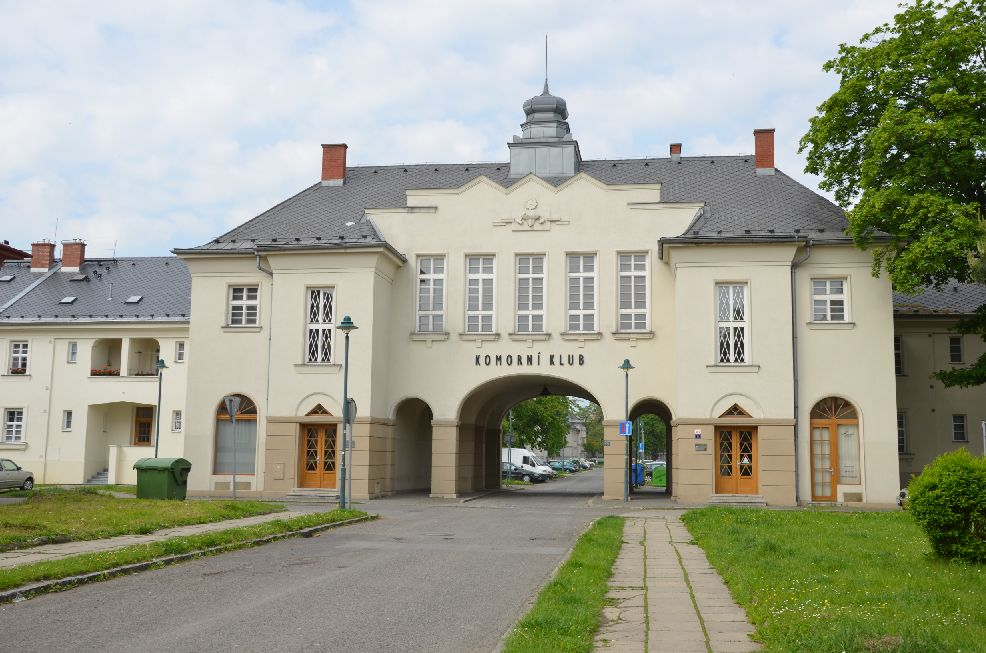
Komorní klub

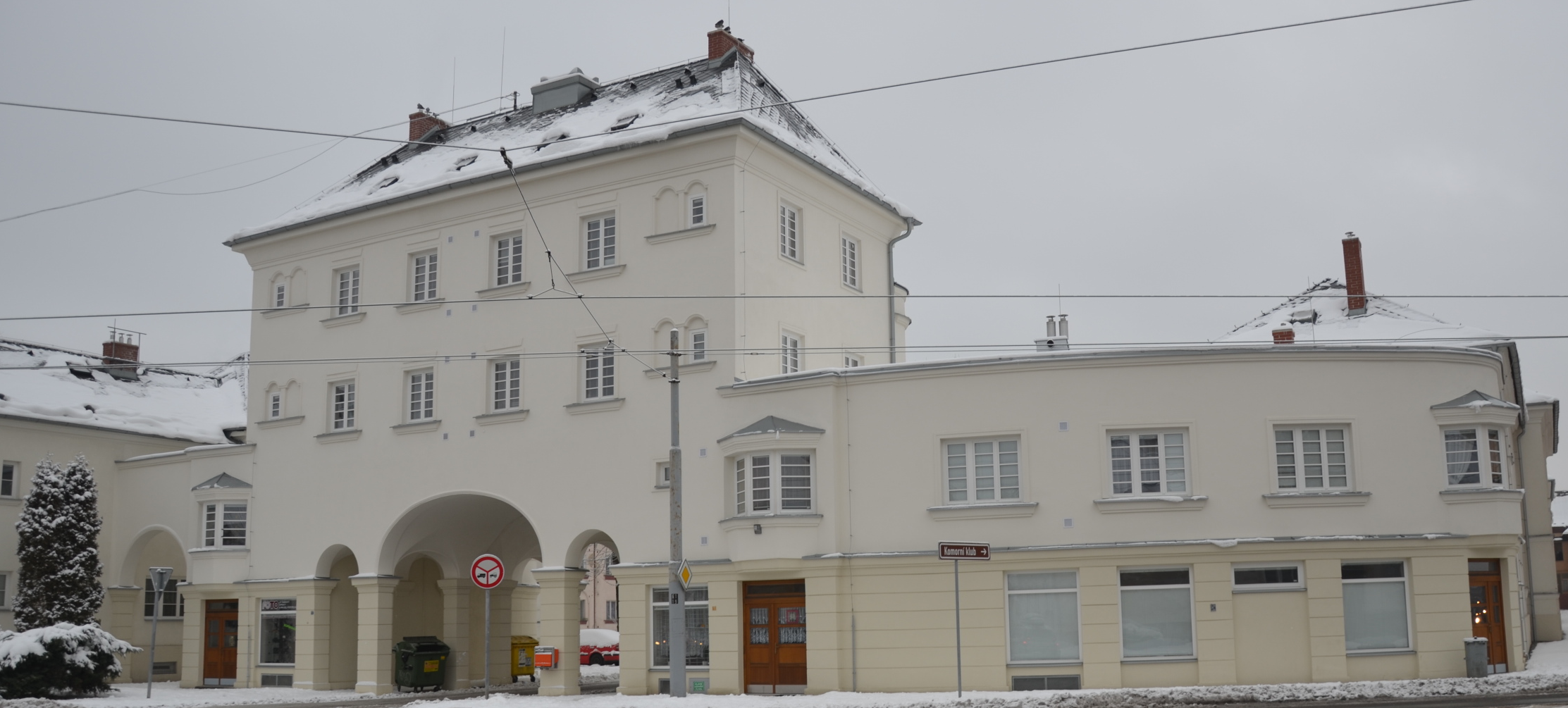
Vstupní Dům

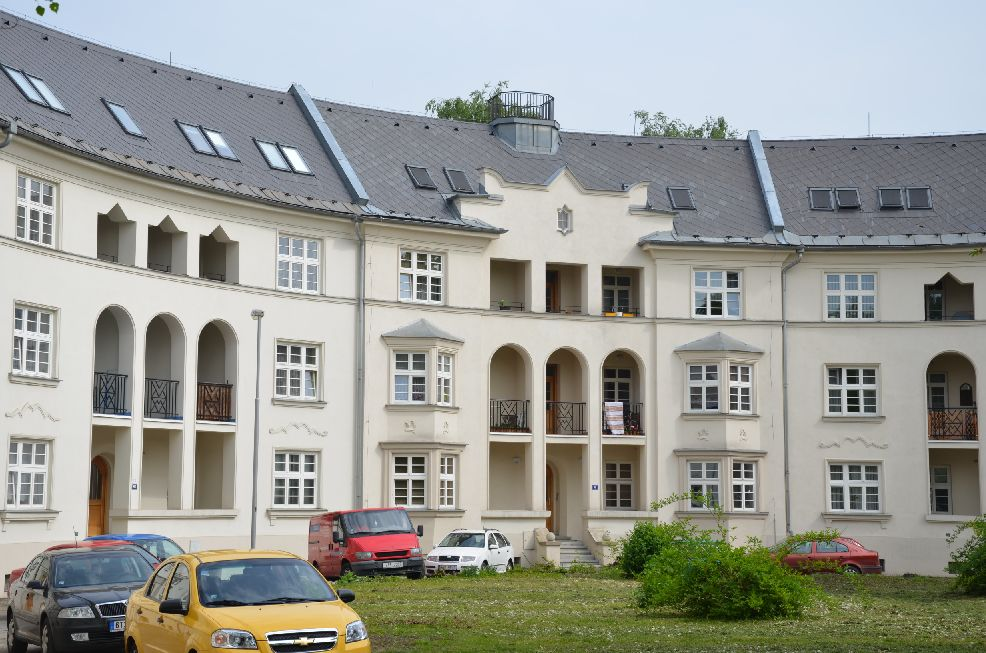
Plac główny

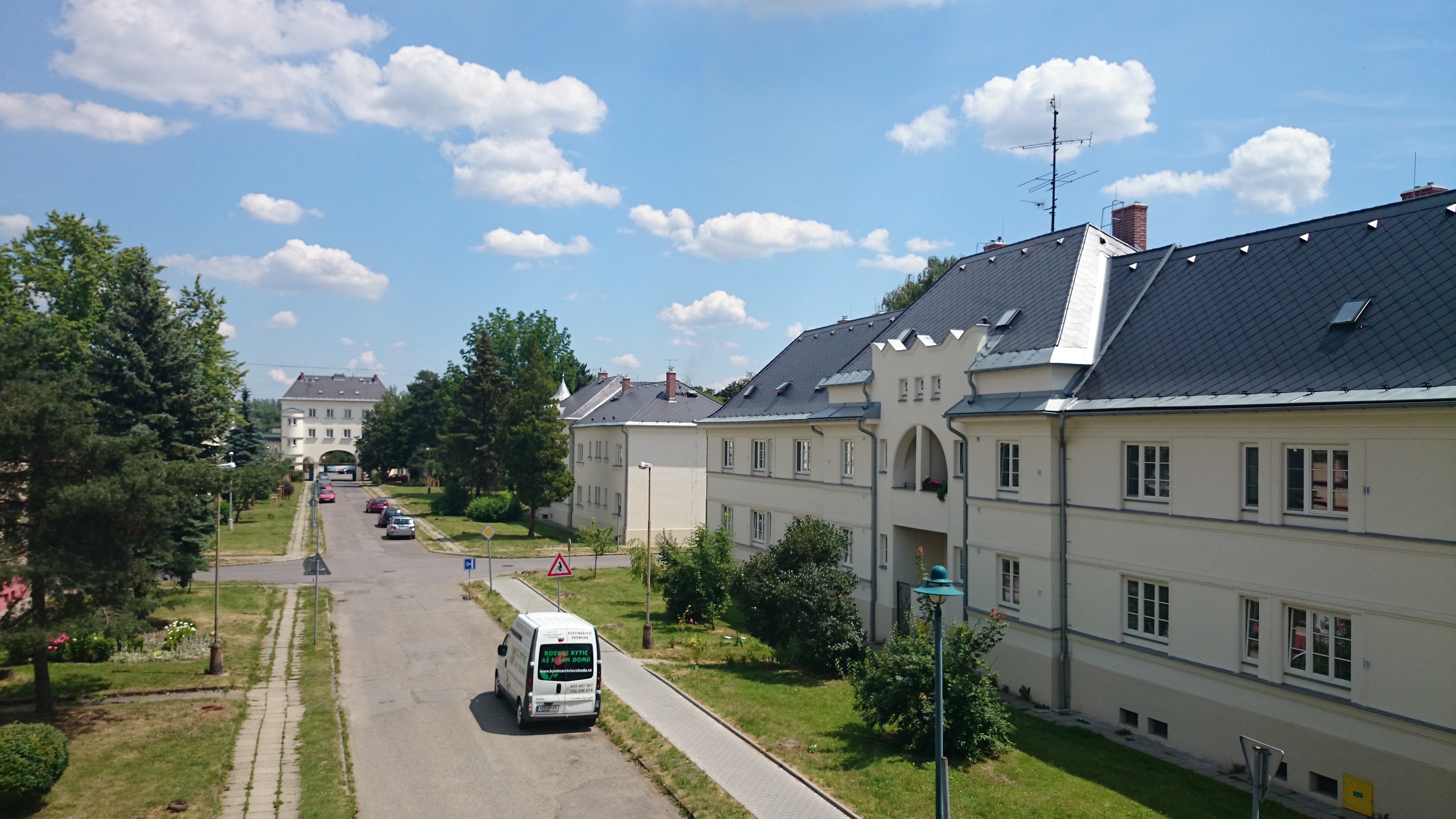
Ulica Jubilejní (druga faza)

Kolonia Jubileuszowa w Ostrawie (czes. Jubilejní kolonie) – kolonia mieszkaniowa zlokalizowana na Hrabůvce w Ostrawie, przede wszystkim wzdłuż ulicy Jubilejní.

## Historia

### Geneza
W miarę rozwoju przemysłu metalurgicznego na terenie Ostrawy, powstawała potrzeba stworzenia mieszkań dla coraz liczniejszych pracowników rozrastających się hut i fabryk. Począwszy od drugiej połowy XIX wieku w mieście zaczęły powstawać coraz liczniejsze kolonie mieszkaniowe poszczególnych zakładów, szczególnie na terenie Witkowic, które do czasu wybuchu I wojny światowej zostały praktycznie całkowicie zabudowane. W związku z tym Vítkovické železárny wyszukały działkę na terenie Hrabůvki i w 1921 podpisały umowę z gminą na wystawienie 23 budynków mieszkalnych dla swoich pracowników. Wkrótce wykupiono też grunty pod budowę od lokalnych właścicieli.

### Pierwsza faza
Pierwsze domy (obecne numery 250–258) powstały w latach 1921–1922 na polach dawnego Cholevova, przy obecnej ulicy Závodní. Autorem ich projektu był Friedrich Kober. Był to projekt typowy, a podobne domy wzniósł on także w ostrawskim Zábřehu przy ulicy Krokovej. W 1924 dobudowano mieszkańcom przydomowe chlewiki, a w 1926 budynki te uzyskały nowe fasady, dostosowane do kolejnych wzniesionych obok obiektów. Mimo przebudowy różnią się od późniejszych domów bardziej tradycyjnym wyglądem i brakiem, charakterystycznych dla reszty, ekspresjonistycznych układów i detalu. Ostatecznie z 23 planowanych budynków powstało zaledwie dziewięć. Przyczyną wstrzymania budowy był powojenny kryzys.

### Druga faza

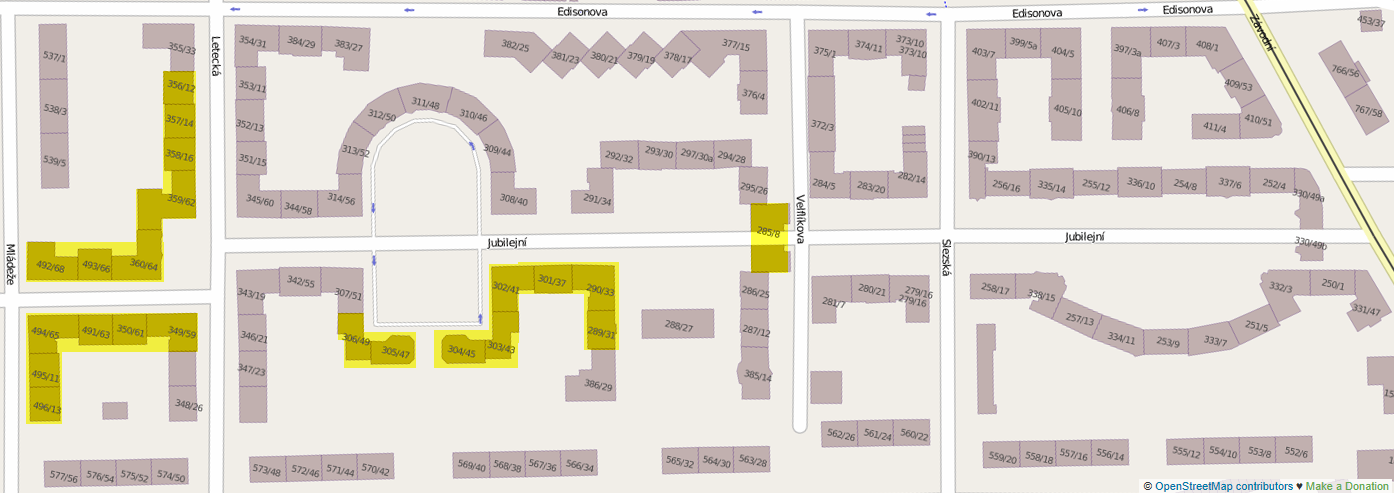
Plan kolonii (druga faza)

Druga faza rozbudowy osiedla nastąpiła od roku 1926, po ustaniu powojennego kryzysu. Twórcą projektu tej fazy był ostrawski architekt niemiecko-żydowskiego pochodzenia, Arnošt Körner. Nadał on dzielnicy swój styl nacechowany stylistyką ekspresjonizmu o wiedeńskiej proweniencji. Nowe budynki posadowiono na zachód od części najstarszej. Najpierw postawiono budynki pomiędzy ulicami Slezską, a Velflíkovą, potem dom z przejazdem (obecny Komorní klub) i do 1927 kolejne budynki w kierunku zachodnim, do centralnego placu osiedla. Następnie zabudował parcelę łączącą zrealizowaną część z najstarszymi domami, z bardzo charakterystycznym reprezentacyjnym domem z przejazdem (czes. Vstupní Dům). Pozwoliło to stworzyć spójną całość urbanistyczną, której detal został częściowo zniszczony podczas nieudolnego remontu w latach 80. XX wieku.
Do roku 1928 kolonia nie miała żadnej nazwy, gdyż była jedyną na terenie Hrabůvki. Gdy Vítkovické železárny obchodziły swoje stulecie, 5 grudnia 1928, nadano osiedlu nazwę Jubileuszowego (czes. Jubilejní kolonie).

### Trzecia faza
Układ monachijski zaowocował w rejonie Ostrawy napływem czeskich uchodźców z zajętych przez Niemcy terenów. W związku z tym w początku 1939 zaczęto na terenie kolonii wznosić nowe domy według projektu Aloisa Pixa. Wznoszone wtedy obiekty nawiązywały do wcześniejszej stylistyki Körnera. Z uwagi na wybuch II wojny światowej zrealizowano jedynie sześć dwupiętrowych domów przy ulicach Jubilejní oraz Mládeže, które zasiedlono jesienią 1940. Obecnie mają one status zabytków i są cenne z uwagi na fakt, że nigdy nie zostały w żaden sposób przebudowane. 

### Czwarta faza
Po zajęciu Czech przez Niemcy Vítkovické železárny uzyskały zarząd okupacyjny. Władze niemieckie nie ceniły ekspresjonistycznej architektury międzywojnia, a także samego Körnera, jako Żyda. Mimo to postanowiły rozbudować kolonię o około dwieście mieszkań. W latach 1941–1942 zrealizowano jedynie dwanaście domów z 48 mieszkaniami, reprezentujące styl III Rzeszy (tzw. Heimatbaustil). Na resztę zabrakło środków finansowych. Proste w formie budynki przy ulicach Jubilejní i Dvouletky wyposażone były w schrony przeciwlotnicze. Każde mieszkanie składało się z gabinetu, sypialni, kuchni, spiżarni, przedpokoju, łazienki i toalety.  

### Piąta faza
W latach 1946–1947 po zachodniej stronie kolonii nastąpiła jej dalsza rozbudowa. Przy ulicy Dvouletky postawiono osiemnaście budynków, tzw. dvouletek (nazwa powzięta od czechosłowackiego gospodarczego planu dwuletniego). Obiekty zasiedlono w listopadzie 1947. Były to proste, identyczne, modernistyczne budynki ustawione w sześciu rzędach z dwupokojowymi mieszkaniami i balkonami. Fasady były w późniejszych dziesięcioleciach mocno zaburzone przez różne, drobne modernizacje. 
Od 1947 do 1950 postawiono kolejne domy przy ulicach Mládeže i Edisonovej. Największe mieszkania dysponowały tutaj trzema pokojami. Obiekty wyposażono w ciepłą wodę i centralne ogrzewanie.  

### Podsumowanie
Łącznie w latach 1921–1950 na osiedlu wzniesiono 142 domy z 830 mieszkaniami dla około 3500 mieszkańców (głównie robotników). Kolonia stanowi wybitny przykład urbanistyczny architektury przejściowej pomiędzy osadami robotniczymi z przełomu XIX i XX wieku, a wielkopłytowymi osiedlami, jakie zaczęto budować w Czechosłowacji w latach 60. XX wieku. W 2002 za zabytki architektury uznano 23 budynki osiedla. Wiele z nich zostało wyremontowanych. Kolonia jest przedmiotem licznych prac naukowych. Określana bywa jako rodinné stříbro městského obvodu Ostrava-Jih.   

## Obiekty

### Komorní klub
Obiekt (budynek bramny nad ulicą Jubilejní) zbudowany w 1927, jako centralny dla całej kolonii. W parterze odbywały się różne obchody i uroczystości, a na piętrze umieszczono bibliotekę z czytelnią, a także biuro zarządcy osiedla. Meble zaprojektowano w stylu ekspresjonistycznym. W 2006 przeprowadzono rekonstrukcję budynku z przeznaczeniem na klub. 

### Vstupní Dům
Budynek bramny (przejazd dla aut i dwa przejścia dla pieszych) nad ulicą Jubilejní, stanowiący urbanistyczny "początek" osiedla i mający formę bramy zamkowej.

### Harmonika
Charakterystyczny segment budynków przy ulicy Edisonovej oddany do użytku w 1930 w formie diagonalnej (przypominającej zębatkę).

### Plac główny
Przy ulicy Jubilejní zlokalizowany jest główny plac osiedla, otoczony ekspresjonistycznymi budynkami projektu Arnošta Körnera, stanowiący jego architektoniczne credo. Dominantą placu jest segment budynku na narysie półokręgu i, po przeciwległej stronie, dom flankowany dwiema ośmiobocznymi wieżami. Detal placu jest bogaty, fasady płynne i falujące, wyposażone w gzymsy, attyki, loggie, alkierze i szczyty. Część elementów inspirowanych jest stylami renesansowym i klasycystycznym. Po obu stronach placu stoją dwie rzeźby: Aviatan i Den pátý. 

### Łaźnia
Budowane w latach 20. XX wieku mieszkania kolonii posiadały toalety, ale nie miały łazienek. W związku z tym w 1930 wzniesiono łaźnię z prysznicami i wannami, a także pralnią. Obiekt funkcjonował do lat 60. XX wieku. Potem pełnił różne funkcje, a jesienią 2020 został poddany renowacji.

### Czeska szkoła
Szkołę wzniesiono w latach 1930–1931 przy ulicy Edisonovej. Nosiła nazwę Masarykova dětská škola (w 1930 prezydent Tomasz Masaryk obchodził 80 urodziny).

### Niemiecka szkoła
Około 15% mieszkańców osiedla w latach 20. XX wieku stanowili Niemcy. Dla ich dzieci wzniesiono w 1931 szkołę podstawową ze świetlicą, kuchnią i jadalnią.

## Komunikacja
Tramwaje na Hrabůvkę dotarły z Witkowic 5 października 1930 i początkowo prowadzone były trakcja parową po linii jednotorowej. Przy Vstupním Důmu utworzony został przystanek Jubilejní kolonie. Od 1934 kursował tramwaj elektryczny. Obecnie linia jest dwutorowa.